# Grammy Award al miglior nuovo artista di musica classica
Il premio Grammy al miglior nuovo artista di musica classica (Grammy Award for Best New Classical Artist) è stata una delle categorie dei Grammy Award previste per la musica classica.
Ha premiato artisti esordienti che abbiano pubblicato un disco di musica classica nel periodo di idoneità.  Il periodo di idoneità per il processo di nomina, in questi anni, era sempre riferito all'anno precedente la cerimonia di consegna.
Il premio è stato assegnato dal 1964 al 1966 come Most Promising New Classical Recording Artist. La categoria del premio è riemersa nel 1986 con il nome Best New Classical Artist.

## Vincitori e candidati

### Anni 1960
- 1964
  - André Watts - Liszt: Concerto per pianoforte e orchestra n.1
  - Abbey Singers
  - Alirio Diaz
  - Colin Davis
  - John Ogdon
  - Fou Ts'ong
- 1965
  - Marilyn Horne - The Age Of Bel Canto: Operatic Scenes
  - Mirella Freni
  - Igor Kipnis
  - Judith Raskin
  - Jess Thomas
- 1966
  - Peter Serkin - Bach: Variazioni Goldberg
  - Nicolaj Ghiaurov
  - Evelyn Lear
  - Raymond Lewenthal
  - Shirley Verrett

### Anni 1980
- 1986
  - Chicago Pro Musica - Stravinsky: L' Histoire Du Soldat - Walton: Façade
  - Sarah Brightman
  - Rosalind Plowright
  - Esa-Pekka Salonen
  - Brian Slawson